# Nevil Maskelyne
Dr. Nevil Maskelyne FRS (6 oktober 1732 - 9 februari 1811) was van 1765 tot 1811 de vijfde Engelse Astronomer Royal.

## Biografie
Maskelyne werd in Londen geboren als de derde zoon van Edmund Maskelyne. Zijn vader stierf toen Maskelyne twaalf was. Maskelyne ging naar Westminster School en was daar nog een leerling toen zijn moeder in 1748 stierf. Zijn belangstelling voor astronomie begon al op Westminster School, kort na de zonsverduistering van 25 juli 1748.
In 1749 ging Maskelyne naar St Catharine's College (Cambridge) en studeerde af in 1754. Hij werd in 1755 tot priester gewijd en in 1756 benoemd als fellow van Trinity College (Cambridge).
Rond 1785 trouwde Maskelyne met Sophia Rose uit Cotterstock in Northamptonshire. Hun enige kind, Margaret (1786–1858), was de moeder van Nevil Story Maskelyne (1823–1911), hoogleraar mineralogie in Oxford van 1856 tot 1895.
Nevil Maskelyne ligt begraven op het kerkhof van de parochiekerk van Purton in Wiltshire.

## Carrière

### Bepaling van de lengte
In 1758 werd Maskelyne lid van de Royal Society, die hem in 1761 naar het eiland Sint-Helena zond om de Venusovergang waar te nemen. Deze waarneming was belangrijk omdat nauwkeurige metingen het mogelijk maken de afstand van de Aarde tot de Zon precies te berekenen, wat op zijn beurt het berekenen van de schaal van het zonnestelsel mogelijk maakt.
Door slecht weer konden geen goede waarnemingen worden gedaan, maar Maskelyne gebruikte zijn reis om een methode te bedenken om de geografische lengte te bepalen door middel van de Maan, de maansafstandsmethode. In 1761 keerde hij terug naar Engeland en zijn functie als kapelaan in Chipping Barnet en begon aan een boek dat in 1763 als The British Mariner's Guide uitgegeven werd, waarin hij de maansafstandsmethode beschreef. Dit boek bevat de suggestie dat, om de lengte op zee te vinden, maansafstanden voor elk jaar worden berekend en uitgegeven in een vorm, die voor zeelieden beschikbaar is. Dit voorstel, het begin van de nautische almanak, werd door de regering aangenomen en in 1766 werd de nautische almanak voor 1767 uitgegeven, verzorgd door Maskelyne. Hij kreeg verder gedaan dat de regering zijn waarnemingen jaarlijks uitgaf.
Ondanks mogelijke belangenverstrengeling, omdat Maskelyne een voorstander van de maansafstandsmethode was, stuurde de Board of Longitude hem in 1763 naar Barbados om de lengte van de hoofdstad Bridgetown te berekenen door waarneming van Jupiters manen en ook om zijn maansafstandsmethode te testen en haar nauwkeurigheid te vergelijken met John Harrisons chronometer. Zelfs nadat een test in 1764 door Maskelyne in Barbados succes had, werd van Harrison verlangd dat hij detailtekeningen maakte en nog twee chronometers bouwde, waarvan er één uiteindelijk door Koning George III zelf getest werd.
De uitkomsten van de reis werden vroeg in 1765 op een vergadering van de Board of Longitude bekendgemaakt. Hierbij werd onthuld dat Harrisons chronometer de lengte van Bridgetown had bepaald met een fout van minder dan tien mijl, na een reis van meer dan 5000 mijl. Maskelynes methode toonde echter een fout van 30 mijl. Vier van de aanwezige scheepsofficieren stelden echter dat hun berekeningen waren uitgevoerd naar de aanwijzingen van Maskelyne en dus beïnvloed werden door hun onervarenheid. Omdat de maansafstandsmethode ook berustte op tabellen, die alleen Maskelyne kon berekenen, kwam zijn methode niet in aanmerking voor de beloning van 20.000 pond, die het Britse parlement had uitgeloofd voor de uitvinding van een nauwkeurige methode voor het bepalen van de lengte op zee.
Kort na elkaar stierven in die tijd twee Astronomer Royals en kort na zijn terugkeer in Engeland werd Maskelyne benoemd in die positie. Hierdoor werd hij ambtshalve lid van de Board of Longitude en kort daarna werd een negatief rapport over Harrisons chronometer uitgebracht, waarin Maskelyne weigerde rekening te houden met bekende afwijkingen van de chronometer en het dus als onnauwkeurig verwierp. Ook andere leden van de Board of Longitude en de Royal Society hadden een sterke voorkeur voor de maansafstandsmethode, omdat ze de wetenschappelijke oplossing in concept en intellectueel superieur achtten boven de mechanische. Uiteindelijk ontving Harrison zijn beloning door middel van een Act of Parliament en werd die niet door de Board of Longitude toegewezen.
Ofschoon de chronometer nauwkeuriger was, was de maansafstandsmethode nochtans goedkoper en de meest gebruikte methode tot ver in de 19e eeuw. Mede omdat Maskelynes waarnemingen en berekeningen op het Koninklijk Observatorium van Greenwich werden gedaan, werd de meridiaan van Greenwich gaandeweg over de hele wereld gebruikt als referentielijn. In 1884 op de Internationale Meridiaanconferentie werd zij als wereldstandaard erkend.

### Bepaling van de breedte
Maskelyne had een grote belangstelling in diverse landmeetkundige ondernemingen, met name de bepaling van de breedte in Maryland en Pennsylvania door Mason en Dixon van 1766 tot 1768 en later de bepaling van het breedteverschil tussen Greenwich en Parijs. Aan Franse zijde werd het werk uitgevoerd door Dominique Cassini, Legendre en Méchain, aan Engelse zijde door Generaal William Roy. Deze driehoeksmeting vormde het begin van de Eerste driehoeksmeting van Groot-Brittannië.

### Schiehallionexperiment
In 1772 stelde Maskelyne aan de Royal Society een experiment voor, dat bekend zou worden als het Schiehallionexperiment (vernoemd naar de berg waarop het werd uitgevoerd), om de dichtheid van de Aarde te bepalen door middel van een schietlood. Hij was niet de eerste die dit voorstelde, Pierre Bouguer en Charles-Marie de la Condamine hadden hetzelfde experiment in 1738 geprobeerd.
Maskelyne voerde het experiment in 1774 uit op Schiehallion in Perthshire, Schotland. De berg was gekozen om zijn regelmatige kegelvorm, die een redelijk nauwkeurige bepaling van zijn inhoud mogelijk maakte. Het schijnbare verschil in lengte tussen twee plekken aan weerszijden van de berg werd vergeleken met het werkelijke verschil, bepaald door driehoeksmeting.
Uit Maskelynes waarnemingen deduceerde Charles Hutton een dichtheid van de Aarde van 4,5 die van water (de huidige waarde is 5,515).

## Ander werk
Maskelynes eerste bijdrage aan de sterrenkundige literatuur was A Proposal for Discovering the Annual Parallax of Sirius, uitgegeven in 1760 in de Philosophical Transactions of the Royal Society. Andere bijdragen aan de Transactions bevatten zijn waarnemingen van de Venusovergangen van 1761 en 1769, van de getijden bij Sint-Helena (1762) en van verscheidene astronomische verschijnselen op Sint-Helena en Barbados (1764).
Maskelyne voerde ook verscheidene praktische verbeteringen in, zoals tijdmeting in tienden van seconden, en kreeg van de regering gedaan dat John Birds muurkwadrant werd vervangen door een repetitiecirkel van zes voet (1,8 m) doorsnee van de hand van Edward Troughton, maar dit instrument werd niet bij zijn leven voltooid.
- Bibliothèque nationale de France: cb12155150p (data)
- Gemeinsame Normdatei: 118903217
- International Standard Name Identifier: 0000 0000 6304 911X
- Library of Congress Control Number: n85089624
- Mathematics Genealogy Project: 234552
- Nationale Bibliotheek van Tsjechië: ntk20231203471
- Nationale bibliotheek van Australië: 41706026
- Nationale Bibliotheek van Israël: 987007272789305171
- Nederlandse Thesaurus van Auteursnamen: 075008882
- SNAC: w6vq35x4
- Système universitaire de documentation: 030058406
- Trove: 1455634
- Virtual International Authority File: 14808697
- WorldCat: E39PBJwX9GMYtbWtVcggVwH9jC

1. ↑  Find a Grave.